# Придніпровська зірка
Придніпро́вська з́ірка — щотижнева громадсько-політична газета Білозерського району Херсонської області. Видається Білозерською районною радою.
Свідоцтво про державну реєстрацію серія ХС, № 30 від 23 квітня 1999 р.
Газета виходить з 1 листопада 1939 року.